# Prêmio Joseph Levenson
O Prêmio Joseph Levenson é concedido anualmente em memória de Joseph R. Levenson pela Association for Asian Studies a dois livros em língua inglesa, um dos quais tem como foco principal a China antes de 1900 e o outro para trabalhos sobre a China pós-1900. De acordo com a associação, o critério do prêmio é se o livro é "a maior contribuição para aumentar o entendimento da história, cultura, sociedade, política ou economia da China." Embora a associação não limite a disciplina ou período do trabalho, ela não considerará antologias, obras editadas e panfletos. Com base nos interesses acadêmicos de Levenson, a associação dá consideração especial a livros que "promovem a relevância da pesquisa sobre a China para o mundo mais amplo do discurso intelectual.".
Outros prêmios concedidos pela AAS incluem o Prêmio John Whitney Hall para trabalhos sobre o Japão ou a Coreia, o Prêmio James B. Palais para trabalhos sobre a Coreia, e o Prêmio E. Gene Smith Inner Asia Book, oferecido bianualmente, honra uma bolsa de estudos destacada e inovadora em disciplinas e país de especialização para um livro sobre a Ásia Interior.
Outros prêmios para livros sobre a China propriamente dita, Vietnã, Ásia Central chinesa, Mongólia, Manchúria, Coreia ou Japão, substancialmente após 1800 incluem o Prêmio John K. Fairbank dado pela Associação Histórica Americana.